# Lijst van rijksmonumenten in De Tempel
De buitenplaats De Tempel in Overschie (Rotterdam) telt 21 inschrijvingen in het rijksmonumentenregister. Hieronder een overzicht.
| Object                                                                             | Oorspronkelijke functie?  | Bouwjaar                    | Architect                                      | Locatie                                     | Coördinaten?                  | Nr.?   | Afbeelding                                                                         |
| ---------------------------------------------------------------------------------- | ------------------------- | --------------------------- | ---------------------------------------------- | ------------------------------------------- | ----------------------------- | ------ | ---------------------------------------------------------------------------------- |
| Buitenplaats "De Tempel"                                                           | Bijgebouwen kastelen enz. | 19e eeuw                    |                                                | Delftweg 186                                | 51° 57' 11" NB, 4° 24' 26" OL | 32930  | Meer afbeeldingen                                                                  |
| Hoofdgebouw                                                                        | Kasteel, buitenplaats     | 1939                        | H. Sutterland                                  | Delftweg 186                                | 51° 57' 11" NB, 4° 24' 26" OL | 511748 | Hoofdgebouw                                                                        |
| Historische tuin- en parkaanleg                                                    | Tuin, park en plantsoen   | 1706-1715                   | Pieter Schonck (wellicht)                      | Delftweg 186                                | 51° 57' 13" NB, 4° 24' 30" OL | 511749 | Historische tuin- en parkaanleg                                                    |
| Koetshuis                                                                          | Bijgebouwen kastelen enz. | 19e eeuw                    |                                                | Delftweg 186                                | 51° 57' 14" NB, 4° 24' 33" OL | 511750 | Koetshuis                                                                          |
| Tuinmanswoning                                                                     | Bijgebouwen kastelen enz. | ca. 1880                    |                                                | Delftweg 186                                | 51° 57' 9" NB, 4° 24' 30" OL  | 511751 | Tuinmanswoning                                                                     |
| Twee toegangshekken                                                                | Tuin, park en plantsoen   | 18e/19e eeuw                |                                                | Delftweg 186                                | 51° 57' 8" NB, 4° 24' 25" OL  | 511752 | Twee toegangshekken                                                                |
| Waterspuwend dolfijntje                                                            | Tuin, park en plantsoen   | eerste kwart 18e eeuw       |                                                | Delftweg 186                                | 51° 57' 10" NB, 4° 24' 24" OL | 511753 | Waterspuwend dolfijntje                                                            |
| DTuinvaas                                                                          | Tuin, park en plantsoen   | eerste kwart 18e eeuw       |                                                | Delftweg 186                                | 51° 57' 12" NB, 4° 24' 23" OL | 511754 | DTuinvaas                                                                          |
| Twee schilddragende leeuwtjes                                                      | Tuin, park en plantsoen   | vermoedelijk 19e eeuw       |                                                | Delftweg 186                                | 51° 57' 11" NB, 4° 24' 25" OL | 511755 | Twee schilddragende leeuwtjes                                                      |
| Tuinbeeld "Apollo", draagt een boog in de rechterhand                              | Tuin, park en plantsoen   | ca. 1730-1740               | J.P. van Bauerscheit de Jonge (waarschijnlijk) | Delftweg 186 (tijdelijk elders opgeslagen ) | 51° 57' 10" NB, 4° 24' 25" OL | 511756 | Tuinbeeld "Apollo", draagt een boog in de rechterhand                              |
| Tuinbeeld "Diana", draagt een pijlenkoker en een maantje op het hoofd              | Tuin, park en plantsoen   | ca. 1730-1740               | J.P. van Bauerscheit de Jonge                  | Delftweg 186 (tijdelijk elders opgeslagen)  | 51° 57' 10" NB, 4° 24' 26" OL | 511757 | Tuinbeeld "Diana", draagt een pijlenkoker en een maantje op het hoofd              |
| Twee borstbeelden op sokkels                                                       | Tuin, park en plantsoen   | ca. 1730-1740               |                                                | Delftweg 186                                | 51° 57' 11" NB, 4° 24' 27" OL | 511758 | Twee borstbeelden op sokkels                                                       |
| Tuinbeeld op voetstuk "Flora"                                                      | Tuin, park en plantsoen   | ca. 1730-1750               |                                                | Delftweg 186                                | 51° 57' 11" NB, 4° 24' 27" OL | 511759 | Tuinbeeld op voetstuk "Flora"                                                      |
| Tuinbeeld op voetstuk "Diana"                                                      | Tuin, park en plantsoen   | ca. 1730-1750               |                                                | Delftweg 186                                | 51° 57' 11" NB, 4° 24' 27" OL | 511760 | Upload foto                                                                        |
| Twee natuurstenen bollen                                                           | Tuin, park en plantsoen   | 18e eeuw                    |                                                | Delftweg 186                                | 51° 57' 10" NB, 4° 24' 29" OL | 511761 | Twee natuurstenen bollen                                                           |
| Twee voetstukken gedecoreerd met acanthusbladmotieven; beide voetplaten ontbreken. | Tuin, park en plantsoen   | 18e eeuw                    |                                                | Delftweg 186                                | 51° 57' 13" NB, 4° 24' 32" OL | 511762 | Twee voetstukken gedecoreerd met acanthusbladmotieven; beide voetplaten ontbreken. |
| Tuinbeeld op sokkel "Flora" of "Diana"                                             | Tuin, park en plantsoen   | ca. 1740-1750               | J. Gilles (vermoedelijk)                       | Delftweg 186 (tijdelijk elders opgeslagen)  | 51° 57' 13" NB, 4° 24' 33" OL | 511763 | Tuinbeeld op sokkel "Flora" of "Diana"                                             |
| DTuinbeeld op sokkel "Hercules"                                                    | Tuin, park en plantsoen   | ca. 1740-1750               | J. Gilles (signatuur)                          | Delftweg 186 (tijdelijk elders opgeslagen)  | 51° 57' 13" NB, 4° 24' 33" OL | 511764 | DTuinbeeld op sokkel "Hercules"                                                    |
| Chinees theehuisje                                                                 | Tuin, park en plantsoen   | laat 19e eeuw               |                                                | Delftweg 186                                | 51° 57' 15" NB, 4° 24' 36" OL | 511765 | Chinees theehuisje                                                                 |
| Zes smeedijzeren bruggen                                                           | Tuin, park en plantsoen   | laat 19e eeuw               |                                                | Delftweg 186                                | 51° 57' 16" NB, 4° 24' 35" OL | 511766 | Zes smeedijzeren bruggen                                                           |
| Eenvoudige houten rustieke brug                                                    | Tuin, park en plantsoen   | ca. 1900                    |                                                | Delftweg 186                                | 51° 57' 15" NB, 4° 24' 36" OL | 511767 | Eenvoudige houten rustieke brug                                                    |
| Moestuinhek                                                                        | Tuin, park en plantsoen   | vermoedelijk vroeg 20e eeuw |                                                | Delftweg 186                                | 51° 57' 15" NB, 4° 24' 32" OL | 511768 | Moestuinhek                                                                        |